# Sœurdres
Soeurdres é uma ex-comuna francesa na região administrativa da Pays de la Loire, no departamento de Maine-et-Loire. Estendeu-se por uma área de 15,24 km². Em 2010 a comuna tinha 342 habitantes (densidade: 22,4 hab./km²).
Em 15 de dezembro de 2016 foi fundida com as comunas de Brissarthe, Contigné, Cherré, Champigné, Marigné e Querré para a criação da nova comuna de Les Hauts-d'Anjou.